# 拜倫·多甘
拜倫·多甘（英語：Byron Dorgan；1942年5月14日—）是美国的一位政治人物，於1992年至2011年期間擔任北达科他州的聯邦參議員。他的黨籍是民主黨。在成為參議員之前，他曾經擔任12年的眾議員職務。